# Ures (kommun)
Ures är en kommun i Mexiko.   Den ligger i delstaten Sonora, i den nordvästra delen av landet, 1 600 km nordväst om huvudstaden Mexico City.
Följande samhällen finns i Ures:
- Ures
- Santa Rosalía
- El Seguro